# Градски стадион у Гдањску
Градски стадион у Гдањску (из спонзорских разлога од 2021. године познат под називом Полсат плус арена Гдањск, а пре познат као Арена Гдањск и ПГЕ арена Гдањск), фудбалски стадион у Гдањску, Пољска. Највише се користи за фудбалске утакмице и домаћи је стадион Лехије Гдањск.
Стадион се налази на адреси ul. Pokoleń Lechii Gdańsk 1 у северном делу града. Ово је стадион четврте категорије УЕФА. Има капацитет од 43.615 седећих места, а сва места су покривена. ПГЕ арена је највећи стадион у Екстракласи и трећи највећи стадион у Пољској (након Националног стадиона и Шлеског стадиона).
Изградња стадиона је почела 2008, а завршена средином 2011. Стадион је 19. јула 2011. добио дозволу за коришћење, а отворен је 14. августа 2011. лигашком утакмицом Лехије и Краковије (1:1). Први меч репрезентације, Пољска - Немачка, је одигран 6. септембра 2011. и завршен је резултатом 2:2.
У почетку је пројекат носио радни назив Балтичка арена. Назив ПГЕ арена добила је 25. маја 2010, када је потписан спонзорски уговор на пет година са Пољском енергетском групом (PGE Group).
Градски стадион је био домаћин финала УЕФА Лиге Европе 2021.

## Утакмице наЕвропском првенству 2012.
На Европском првенству у фудбалу 2012. стадион је био домаћин три утакмице групне фазе и једне утакмице четвртфинала.
| Датум         | Време (CEST) | 1. тим   | Резултат | 2. тим          | Коло         | Гледалаца |
| ------------- | ------------ | -------- | -------- | --------------- | ------------ | --------- |
| 10. јун 2012. | 18:00        | Шпанија  | 1 : 1    | Италија         | Група Ц      | 38.869    |
| 14. јун 2012. | 20:45        | Шпанија  | 4 : 0    | Република Ирска | Група Ц      | 39.150    |
| 18. јун 2012. | 20:45        | Хрватска | 0 : 1    | Шпанија         | Група Ц      | 39.076    |
| 22. јун 2012. | 20:45        | Немачка  | 4 : 2    | Грчка           | Четвртфинале | 38.751    |

## Галерија
- Главна трибина стадиона.
- Фасада стадиона изграђена са поликарбонатним модулима.
- Спољашњост стадиона.
- Унутрашњост стадиона.